# Horné Krškany
Horní Krškany (maďarsky Felsőköröskény), které byly v roce 1920 vedeny pod názvem Horný Kereškýn, jsou městská část Nitry (Slovensko). Jejich rozloha je 5,8 km². V roce 2021 zde žilo 1095 obyvatel. Součástí Nitry jsou od roku 1960, předtím byly samostatná obec.
Nacházejí se v jižní části Nitry a jsou napojeny na síť nitranské městské hromadné dopravy. Přes Horní Krškany protéká řeka Nitra.
Nejvýznamnějším památkou v Horních Krškanech je kostel Narození Panny Marie.

## Ulice
- Bočná ulica
- Borovicová ulica
- Brigádnická ulica
- Jarná ulica
- Krškanská ulica
- Letná ulica
- Mäsiarska ulica
- Na hlinách
- Na Katruši
- Novozámocká ulica
- Orechov dvor
- Pod Katrušou
- Pod Tobolou
- Priemyselná ulica
- Rakytová ulica
- Staromlynská ulica
- Široká ulica
- Športová ulica
- Zelená ulica
- Zimná ulica
- Zlievarenská ulica